# Trotogonia agelaea
Trotogonia agelaea là một loài bướm đêm trong họ Geometridae.